# Nacionalni park Etosha
Nacionalni park Etosha se nalazi u Namibiji, u južnoj Africi.
Osnovan je 1907. godine, kada je Namibija bila dio Njemačke Jugozapadne Afrike. U to vrijeme park je zauzimao površinu od 100.000 km² te bio najveći rezervat na svijetu. Procjena je da park zauzima oko jedne četvrtine nekadašnje površine, ali je i dalje veoma velik i bitan za očuvanje životne sredine.
Slana pustinja zauzima veći dio parka s oko 130 km dužine i oko 50 km širine. Pustinja je većinom suha, ali za vrijeme ljeta se napuni vodom, što privlači flamengose. Nekoliko izvora privlače puno vrsta ptica u rezervat, kao i neke ugrožene vrste, kao što su crni nosorog i druge. Za vrijeme sušne sezone, vjetar puše preko slanih pustinja i nosi slanu prašinu preko zemlje na južni Atlantski ocean. Ova sol je važna za neke vrste živog svijeta, iako nije pogodna za poljoprivrednike.
Kad su izgrađene prve šljunčane ceste za prihvat posjetitelja, to je gotovo izazvalo katastrofu. Kamenolomi iz kojih se vadio šljunak punili su se vodom u kojoj se otapala sol. To je postala savršena podloga za razmnožavanje bacila koji uzrokuje antraks. Zbog osobite sklonosti mnogih biljojeda ovoj bolesti, populacija jelenske antilope u samo 30 godina smanjila se za 90%, a broj zebri pao je s 15 000 na jedva 5 000. Međutim, lavovi u Etoshi ostali su imuni i njihov se broj naglo povećao.

## Vanjske poveznice
- Ministarstvo prirode i turizma Namibije  Arhivirana inačica izvorne stranice od 11. ožujka 2007. (Wayback Machine)